# Шэньчжоу-19
«Шэньчжоу-19» (кит. 神舟十九号, пиньинь Shénzhōu Shíjiǔ-hào, буквально: «Священный челн-19», англ. Shenzhou-19) — четырнадцатый пилотируемый космический корабль КНР серии «Шэньчжоу», восьмая экспедиция на станцию «Тяньгун». Запуск миссии был запланирован на 29 октября 2024 года в 20:27 UTC. Успешный старт космического корабля состоялся в запланированное время со стартовой площадки космодрома Цзюцюань.

## Экипаж
| Тайконавт  | должность    | № полёта | Организация |
| ---------- | ------------ | -------- | ----------- |
| Цай Сюйчжэ | Командир     | 2        | CNSA        |
| Сун Линдун | Член экипажа | 1        | CNSA        |
| Ван Хаоцзэ | Член экипажа | 1        | CNSA        |

## Полёт
30 октября 2024 года в 3.00 (UTC) после вывода на орбиту «Шэньчжоу-19» состыковался с китайской модульной космической станцией.
17 декабря 2024 года в 21:57 по пекинскому времени Цай Сюйчжэ и Сун Линдун, входящие в состав экипажа «Шэньчжоу-19» завершили 9-часовой выход в открытый космос, установив тем самым новый мировой рекорд продолжительности такого выхода и обновив китайский национальный рекорд 8,5 часового выхода в открытый космос, установленный экипажем «Шэньчжоу-18». 20 января 2025 года Цай Сюйчже и Сун Линдун совершили свой второй выход в открытый космос. Этот выход в открытый космос продлился 8 часов 17 минут, а 21 марта 2024 года эти же космонавты вышли в открытый космос в третий раз.
Возвращение «Шэньчжоу-19» на Землю планировалось на 29 апреля 2025 года, но было отложено по метеоусловиям. 29 апреля 2025 года в 20:00 UTC корабль отстыковался от космической станции «Тяньгун» и 30 апреля 2025 года в 05:08 UTC приземлился в расчётном районе Внутренней Монголии.